# Fissidens porrectus
Fissidens porrectus är en bladmossart som beskrevs av Mitten 1860. Fissidens porrectus ingår i släktet fickmossor, och familjen Fissidentaceae. Inga underarter finns listade i Catalogue of Life.